# Lista primarilor din Tulcea
Aceasta este lista primarilor din Tulcea:
- Ștefan Borș (1894-1911)[1]
- Mihai Nicolae (1996 - 2000)
- Constantin Mocanu (2000-2004)
- Constantin Hogea (2004 - 2020 ) [2]
- Ștefan Ilie ( 2020-prezent )